# 황포항 (거제시)
황포항은 경상남도 거제시 장목면 구영리에 있는 어항이다. 2003년 2월 3일 어촌정주어항으로 지정하여 관리하고 있다. 시설관리자는 거제시장이다.

## 어항 연혁
- 거제도의 북단은 사질토로 마사(磨砂)의 주산지이며 홍수때마다 황토(黃土)의 모래가 흐르고 수분(水分)이 없어 나무가 자라지 않은 사방지역으로 황포(黃浦)라 하였다.

## 어항 구역
- 수역: 164,800m2(거제시 장목면 구영리 1055-6번지 수역)
- 육역: 7,240m2

## 어항 시설
- 물양장, 방파제, 선착장

## 주요 어종
- 대구, 물메기, 아귀, 광어 등